# Palaeomolgophis
Palaeomolgophis is een geslacht van uitgestorven lepospondyle amfibieën met als enige soort Palaeomolgophis scoticus. Hun ledematen zijn veel kleiner en ze leefden waarschijnlijk volledig in het water.